# Jonathan Cheechoo
Jonathan Earl Cheechoo (Moose Factory, Ontario, 15. srpnja 1980.) kanadski je profesionalni hokejaš na ledu. Desnoruki je napadač i igra na poziciji desnog krila. U svojoj NHL karijeri igrao je za San Jose Sharkse i Ottawa Senatorse. U 2005./06. sezoni postigao je 56 golova i osvojio Maurice "Rocket" Richard Trophy, nagradu za najuspješnijeg strijelca sezone. Cheechoo je prvi pripadnik plemena Losovskih Creea (Moose Cree) koji je zaigrao u najjačoj hokejaškoj ligi na svijetu, NHL-u. 
U sezoni 2013. nastupa za KHL Medveščak.

## Juniorska karijera
Cheechooja su Belleville Bullsi birali na OHL-ovom (Ontario Hockey League) prioritetnom draftu 1997. godine. Imao je odličnu rookie sezonu (1997./98.) ostvarivši učinak od 76 bodova (31 pogodak, 45 asistencija) u 64 susreta, što je bio treći najbolji skor u njegovoj ekipi. Godinu dana kasnije, na NHL draftu, San Jose Sharksi poslali su svoj 2. izbor drafta (David Legwand) u Nashville Predatorse za njihov 3. (Brad Stuart) i 29. izbor drafta. Upravo su Sharksi kao 29. ukupno birali Cheechooja. Taj potez iznenadio je javnost jer se očekivalo da će Cheechoo biti izabran u kasnijem dijelu drafta, a uprava San Josea bila je višestruko kritizirana. Naime, javnost je smatrala da su upropastili visoku poziciju na draftu odabirom neučinkovitog napadača "koji sporije skliže naprijed, nego većina igrača unazad".[nedostaje izvor] Ipak, znalo se da je uzrok njegovih nerazvijenih klizačkih vještina, kasniji početak treniranja hokeja. 
Povratakom u Bullse odigrao je odlično sezonu 1998./99. U regularnom dijelu imao je učinak 82 boda (36 golova, 47 asistencija) u 63 susreta, dok je u doigravanju ostvario 30 bodova (15 golova, 15 asistencija) u 21 susret. Iako je već onda bio sposoban igrati u AHL-u (American Hockey League), Sharksi su odlučili još ne potpisati ugovor, pokazavši strpljivost, znajući da Cheechoo još ima prostora za napredak u OHL-u. Iduću sezonu Cheechoo je odigrao rekordno, ostvarivši 91 bod (45 golova, 46 asistencija) u 66 susreta. Uz to, dodao je 17 bodova (5 golova, 12 asistencija) tijekom 16 utakmica doigravanja. Ukupan broj postignutih golova ukazao je njegovu kvalitetu rasnog strijelca, ali i konstantan statistički napredak iz sezone u sezonu. Osobito zato što Cheechoo tijekom cijele juniorske karijere nikad nije odigrao punu sezonu, ponajviše zbog svog stila igre crash-and-bang koji je uzrok manjih ozljeda. Radi svog igračkog razvitka i poboljšanja i kasnijeg odlaska u najjaču svjetsku hokejašku ligu, Cheechoo se u sezoni 2000./01. pridružio AHL podružnici San Jose Sharksa, Kentucky Thoroughbladesima, dok je za agenta dobio Thaynea Cambella.

## National Hockey League

### San Jose Sharks
Cheechoo je imao odličnu rookie sezonu u AHL-u s postignutih 66 bodova u 75 susreta. U sezoni 2002./03., nekon što je ostvario učinak od 7 bodova (3 gola, 4 asistencije) u devet susreta za Cleveland Baronse (preseljena franšiza Kentucky Thoroughbladesa), Cheechoo je pozvan u San Jose Sharkse kako bi pomogao ekipi pomaknuti se sa začelja poretka. Uglavnom igravši sporednu ulogu u trećoj i četvrtoj napadačkoj liniji, Cheechoo je ostvario slab učinak od samo 16 bodova (9 golova, 7 asistencija) u 66 susreta. Po završetku sezone odlazi power-skating režim i smanjuje svoju tjelesnu masu, dok je brojnim vježbama uspješno popravio svoje klizačke vještine.  
Njegov rad tijekom ljeta se potpuno isplatio tokom sezone (2003./04.) ostvarivši 47 bodova u 81 susretu. Cheechoo je igrajući u liniji zajedno s Mikeom Riccijem i Scottom Thorntonom, imao dva mentora koja su ga naučila obrambenoj odgovornosti. Postao je jednim od najboljih San Joseovih razbijača protivničkih napada; razvijeni gornji dio tijela mu je omogućio da dobiva dvoboje uz mantinelu. Tijekom doigravanja 2004. ostvario je učinak od 10 bodova u 17 susreta, ali San Jose je ispao u konferencijskom polufinalu od Calgary Flamesa. Za vrijeme NHL lock-outa 2004./05., Cheechoo je igrao u švedskom prvenstvu Elitserien za HV71, gdje je u 20 susreta postigao 5 pogodaka. Kao osobnu nagradu Cheechoo je dobio 
U sezoni NHL-a 2005./06. Cheechoova je ofenzivna statistika naglo eksplodirala. Postavio je rekord franšize zabivši 56 pogodaka što je bilo dovoljno za učinak od 93 boda. Veliki udio u njegovoj statistički najboljoj sezoni može se pripisati upravi San Josea kada je u ekipu dovela, superzvijezdu Joea Thorntona. Prije kupovine tog igrača, Cheechoo je imao 15 bodova (7 golova, 8 asistencija) u 24 susreta. Nakon što je doveden Thornton, Cheechoo u 57 susreta ostvario 78 bodova (49 golova, 29 asistencija). Thornton se kao slodian napadač istaknuo kao sjajan asistent, a Cheechoo je to znalački iskoristio, pretvorivši njegove asistencije u golove. Kao osobno priznanje Cheechoo je osvojio Maurice "Rocket" Richard Trophy, nagradu za najboljeg strijelca sezone i time postao prvim "Sharkom" kojem je to pošlo za rukom. 
U sezonu 2005./06. bilježi slab ulazak zajedno s Joeom Thorntonom i novopridošlim Markom Bellom. Međutim, nakon što je Bell radi loše forme premješten na tribine i zamijenjen za mladog Milana Micháleka, stvari su se pomakle na bolje za Cheechooa koji je sezonu završio s impresivnih 37 golova i 69 bodova u 57 susreta. U doigravanju su tek otkrili da je Cheechoo sezonu igrao sa slomljenim palcem. 2006. potpisao je petogodišnje produljenje ugovora vrijedno 15 milijuna američkih dolara. Po ugovoru, 2,5 milijuna dobiva u prve dvije godine, 3 milijuna treću godinu, i po 3 i pol milijuna u posljednje dvije godine. Njegova ofenzivna statistika u sljedećoj sezoni pala je na samo 23 gola, dok je u sezoni kasnije (2008./09.) pala na samo 12 golova.

### Ottawa Senators
Između San Jose Sharksa i Ottawa Senatorsa 12. rujna 2009. došlo je do razmjene igrača. Dany Heatley otišao je u San Jose Sharkse, dok su u suprotnom smjeru otišli upravo Cheechoo i Milan Michálek. Ottawa je uz njih dobila i drugi izbor na draftu 2010. godine.

## Nagrade i rekordi
Rekordi
- Rekord franšize San Jose Sharksa u postignutim golovima tijekom sezone (56) - 2005./06.
- Rekord franšize San Jose Sharksa u postignutim golovima s igračem više tijekom sezone (24) - 2005./06.
- Rekord franšize San Jose Sharksa u broju postignutih hat-trickova tijekom sezone (5) - 2005./06.

Nagrade i priznanja
- OHL - Prva All-Rookie momčad (1997./98.)
- AHL- All-Rookie momčad (2000./01.)
- Igrao na NHL YoungStars susretu (2003./04.)
- Dobitnik nagrade Maurice 'Rocket' Richard Trophy (2005./06.)
- Igrao na NHL All-Star susretu (2006./07.)

## Statistika
| 1997./98.  | Belleville Bulls        | OHL        | 64  | 31  | 45  | 76  | 62  | 10 | 4  | 2  | 6  | 10 |
| 1998./99.  | Belleville Bulls        | OHL        | 63  | 35  | 47  | 82  | 74  | 21 | 15 | 15 | 30 | 27 |
| 1999./00.  | Belleville Bulls        | OHL        | 66  | 45  | 46  | 91  | 102 | 16 | 5  | 12 | 17 | 16 |
| 2000./01.  | Kentucky Thoroughblades | AHL        | 75  | 32  | 34  | 66  | 63  | 3  | 0  | 0  | 0  | 0  |
| 2001./02.  | Cleveland Barons        | AHL        | 53  | 21  | 25  | 46  | 54  | —  | —  | —  | —  | —  |
| 2002./03.  | San Jose Sharks         | NHL        | 66  | 9   | 7   | 16  | 39  | —  | —  | —  | —  | —  |
| 2002./03.  | Cleveland Barons        | AHL        | 9   | 3   | 4   | 7   | 16  | —  | —  | —  | —  | —  |
| 2003./04.  | San Jose Sharks         | NHL        | 81  | 28  | 19  | 47  | 33  | 17 | 4  | 6  | 10 | 10 |
| 2004./05.  | HV71                    | SEL        | 20  | 5   | 0   | 5   | 5   | —  | —  | —  | —  | —  |
| 2005./06.  | San Jose Sharks         | NHL        | 82  | 56  | 37  | 93  | 58  | 11 | 4  | 5  | 9  | 8  |
| 2006./07.  | San Jose Sharks         | NHL        | 76  | 37  | 32  | 69  | 69  | 11 | 3  | 3  | 6  | 6  |
| 2007./08.  | San Jose Sharks         | NHL        | 69  | 23  | 14  | 37  | 46  | 13 | 4  | 4  | 8  | 4  |
| 2008./09.  | San Jose Sharks         | NHL        | 66  | 12  | 17  | 29  | 59  | 6  | 1  | 1  | 2  | 4  |
| NHL ukupno | NHL ukupno              | NHL ukupno | 440 | 165 | 126 | 291 | 304 | 58 | 16 | 19 | 35 | 32 |

## Vanjske poveznice
- Profil na The Internet Hockey Database